# Braz da Viola
Braz da Viola es un músico multiinstrumentista, lutier, director de orquesta y profesor brasileño. Dirige talleres de la viola caipira en varias ciudades de Brasil. Jugó con varios violistas en Brasil, como Roberto Corrêa, Paulo Freire, Renato Andrade, Pereira da Viola, Ivan Vilela y de doble Mulato Zé y Cassiano. Trabajó con Inezita Barroso, cuando la cantante fue acompañada por la Orquesta de Viola Caipira de São José dos Campos.

## Biografía
Comenzó a tocar la guitarra a los 15 años. Fue presentado a la guitarra por su tío, Braz Aparecido, locutor y compositor, quien ha grabado obras de tónica y Tinoco, Vieira y Vieirinha y Liu y Leu. Aprendió a tocar la guitarra con Dean Barioni. En 1991, fundó la Orquesta de Viola Caipira de São José dos Campos para dar a conocer y popularizar la viola caipira y también para organizar grupos de violeiros. Él es el director de esa orquesta.
 En 1999, desarrolló trabajos de difusión y popularización de los viola con la Orquesta Viola de Coité. Ese mismo año fundó "Viola Serena" en Itamonte - MG. En agosto de 2006, fue uno de los representantes de Brasil en el Festival de las Culturas del Mundo en Dublín, Irlanda.

## Laudista

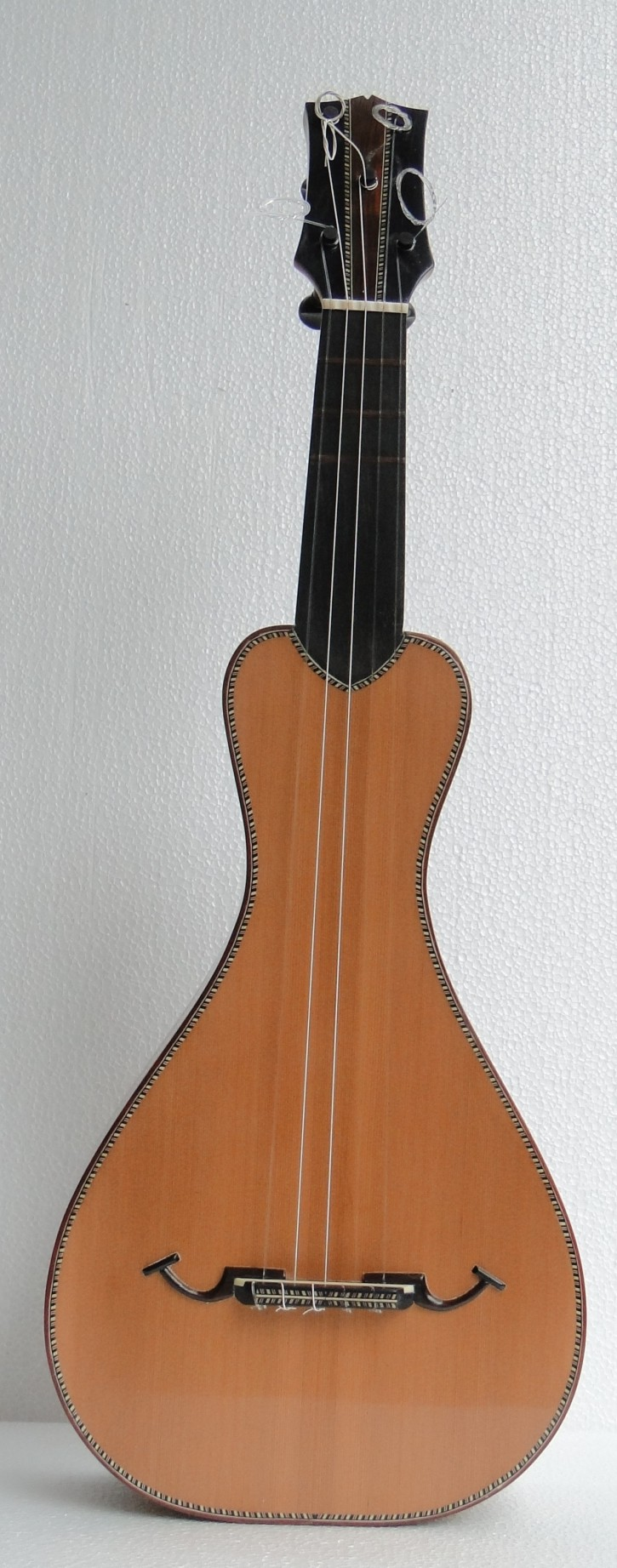
Viola-de-Cocho hecha por Braz da Viola

Aprendió el oficio de la construcción viola caipira de Renato Vieira, fábrica de violas Xadrez. En 1994, envió dos laudista de talleres de viola en Sao José dos Campos y São Francisco Xavier. En la actualidad, construye hermosas violas-de-cocho en su propio estudio, un instrumento típico del Pantanal brasileño.

## Discografía

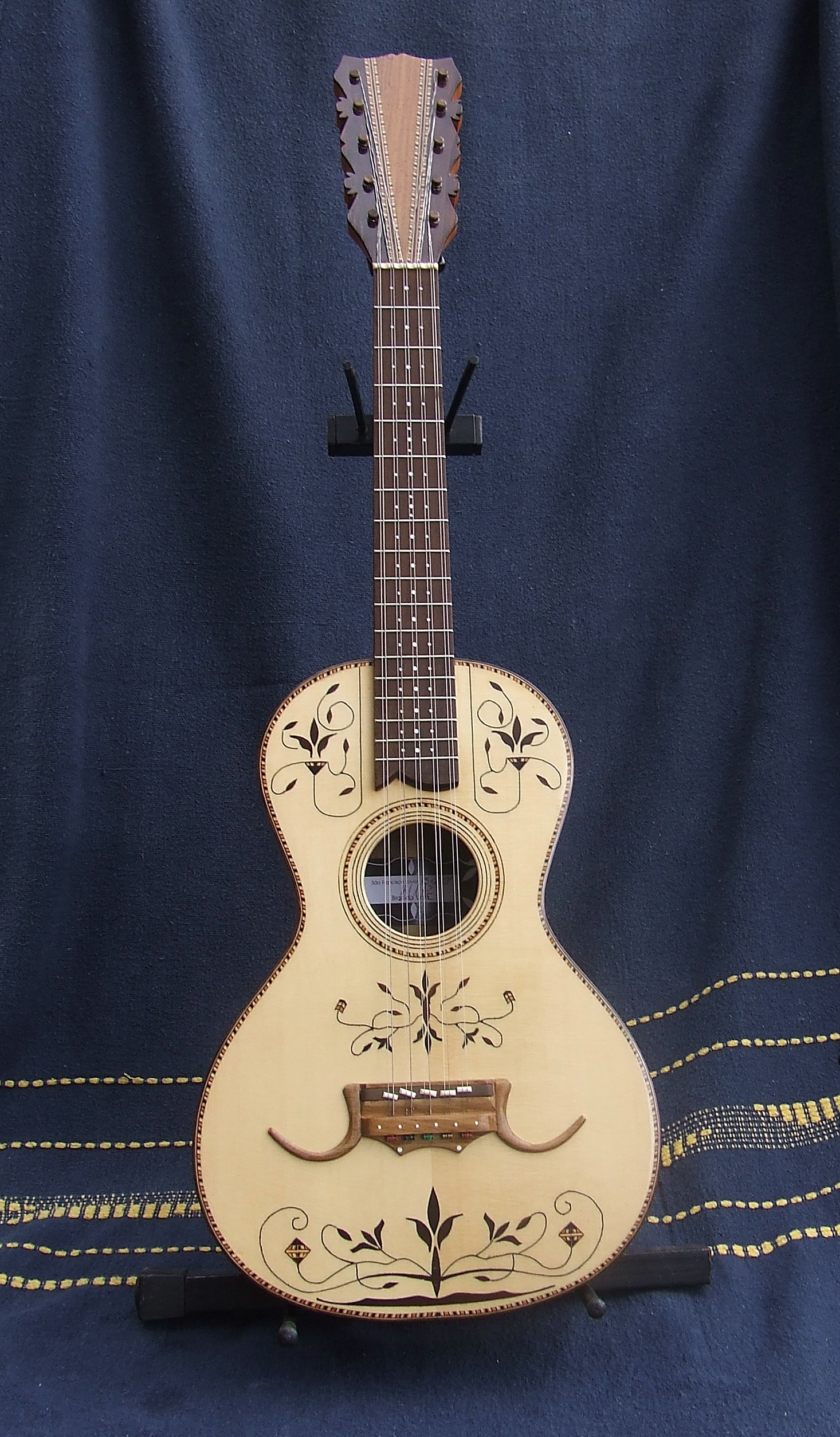
Viola caipira con trabajo de marquetería fina(Braz da Viola)

- 1994 - Paraiba vivo, o rio da minha terra - con la Orquesta de Viola Caipira
- 1995 - Modas e violas do vale - con la Orquesta de Viola Caipira
- 1996 - Crisálida - con Roberto Corrêa y con la Orquestra Juvenil
- 1997 - Clarão do luar
- 1998 - Violeiros do Brasil - Varios artistas
- 1998 - Feito na Roça - con la Orquesta de Viola Caipira
- 2000 - Festa no Lugar - con la Orquesta de Viola Caipira
- 2001 - Florescê
- 2001 - Viola de Coité - con la Orquesta de Viola Caipira from Londrina